# Mordellistena sexmaculata
Mordellistena sexmaculata es una especie de coleóptero de la familia Mordellidae.

## Distribución geográfica
Habita en México y Guatemala.